# Daniel Defoe
Daniel Defoe (1660 – Londen, 24 april 1731), geboren als Daniel Foe, was een Engels schrijver, journalist en spion en wordt wel beschouwd als een der grondleggers, zo niet de grondlegger, van de Engelse roman. Hij is vooral bekend geworden door zijn boeken Robinson Crusoe (1719) en The Fortunes and Misfortunes of the Famous Moll Flanders (1722). Zijn oeuvre omvat meer dan 350 titels.

## Biografie

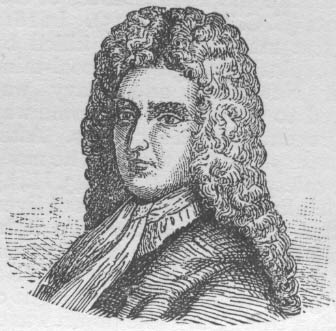
Daniel Defoe

Daniel Defoe werd geboren als Daniel Foe, waarschijnlijk in Stoke Newington nabij Londen. Later voegde hij zelf de toe aan zijn naam.
Defoe was een beroemd schrijver van politieke vlugschriften, journalistieke artikelen en romans.
Zijn ouders waren afgescheiden presbyterianen. Hij kreeg onderwijs in de afgescheiden academie van Stoke Newington. Na het verlaten van de school ging hij in zaken, maar ging na een aantal jaren door onfortuinlijk handelen bankroet. Hij huwde in 1684 Mary Tuffley; zij hadden acht kinderen.
Wegens zijn pamfletten en politieke activiteiten werd hij in 1703 opgesloten, maar door de politicus Robert Harley, first Earl of Oxford and Mortimer (1661–1724), weer vrijgelaten in ruil voor diensten als geheim agent.
Bekend werd hij door zijn boek Het leven en de wonderlijke avonturen van Robinson Crusoe (1719). Maar hij schreef ook The Storm (1704) over de 'Grote Storm' van 26–27 november 1703 waarbij grote schade werd aangericht in Londen (vooral) en Bristol en 8000 mensen het leven verloren.
Zijn bekendste boek Robinson Crusoe gaat over de avonturen van een man die gestrand is op een onbewoond eiland.
Uit een studie van de reisboekenschrijver Tim Severin (juli 2002) zou blijken dat een Engelse arts, die wegens deelname aan een rebellie tegen koning Jacobus II naar de Cariben was verbannen, de schrijver de nodige inspiratie heeft gegeven. In het boek komen immers talrijke details uit een in 1689 verschenen verhaal van de arts Henry Pitman voor. Ook het idee voor de figuur van de inheemse man Vrijdag zou daaruit zijn voortgekomen.
Daniel Defoe overleed op 24 april 1731 en ligt begraven in Bunhill Fields in Londen.